# روني لوبيس
ماركوس لوبوس (بالبرتغالية: Rony Lopes‏)؛ مواليد 28 ديسمبر 1995 في بيليم، البرازيل، هو لاعب كرة قدم برتغالي يلعب لنادي موناكو كلاعب وسط. بدأ ماركوس لوبوس مسيرته الرياضية عام 2003 مع بوايرس.

## روابط خارجية
- روني لوبيس على موقع الاتحاد الدولي (مؤرشف)  (الإنجليزية)
- روني لوبيس على موقع الاتحاد الأوربي (الإنجليزية)
- روني لوبيس على موقع قاعدة بيانات كرة القدم.إي يو (الإنجليزية)
- روني لوبيس على موقع ليكيب (الفرنسية)
- روني لوبيس على موقع ناشيونال فوتبول تيمز (الإنجليزية)
- روني لوبيس على موقع Soccerbase.com (لاعب) (الإنجليزية)
- روني لوبيس على موقع Soccerway.com (الإنجليزية)
- روني لوبيس على موقع عالم كرة القدم.نت (الإنجليزية)
- روني لوبيس على موقع كووورة
- روني لوبيس على موقع AS.com (الإسبانية)